# Millencourt-en-Ponthieu
Millencourt-en-Ponthieu és un municipi francès situat al departament del Somme i a la regió dels Alts de França. L'any 2007 tenia 348 habitants.

## Demografia

### Població

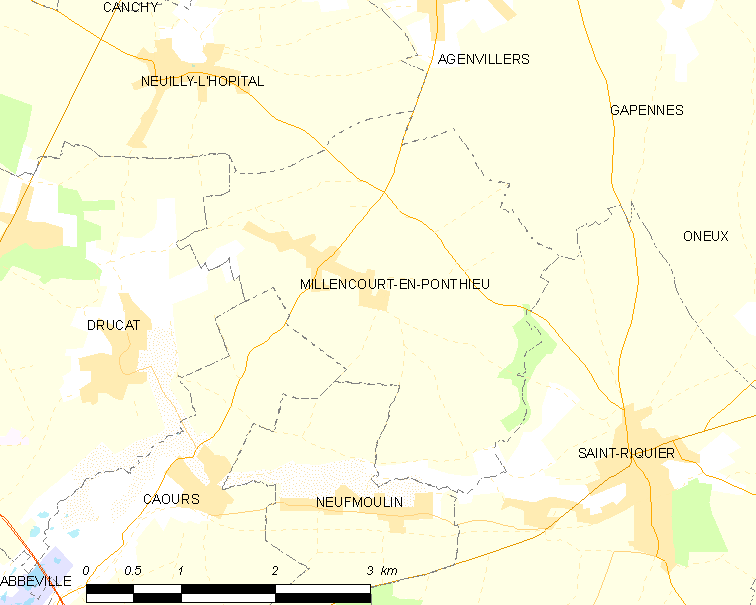

El 2007 la població de fet de Millencourt-en-Ponthieu era de 348 persones. Hi havia 132 famílies de les quals 24 eren unipersonals (12 homes vivint sols i 12 dones vivint soles), 56 parelles sense fills, 48 parelles amb fills i 4 famílies monoparentals amb fills.
La població ha evolucionat segons el següent gràfic:
Habitants censats

### Habitatges

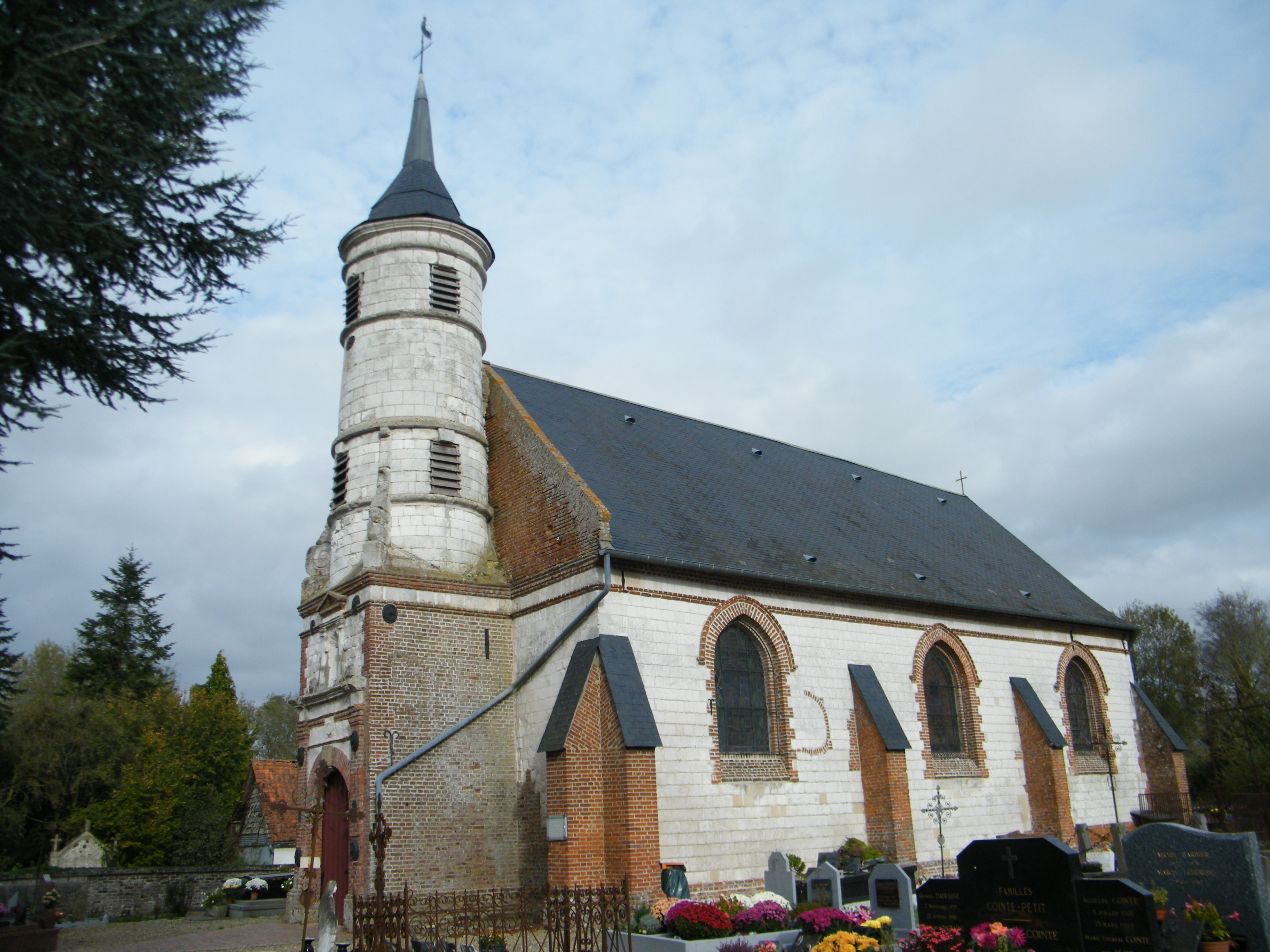

El 2007 hi havia 141 habitatges, 132 eren l'habitatge principal de la família, 3 eren segones residències i 6 estaven desocupats. Tots els 141 habitatges eren cases. Dels 132 habitatges principals, 109 estaven ocupats pels seus propietaris, 21 estaven llogats i ocupats pels llogaters i 2 estaven cedits a títol gratuït; 3 tenien dues cambres, 15 en tenien tres, 33 en tenien quatre i 81 en tenien cinc o més. 108 habitatges disposaven pel capbaix d'una plaça de pàrquing. A 51 habitatges hi havia un automòbil i a 73 n'hi havia dos o més.

### Piràmide de població

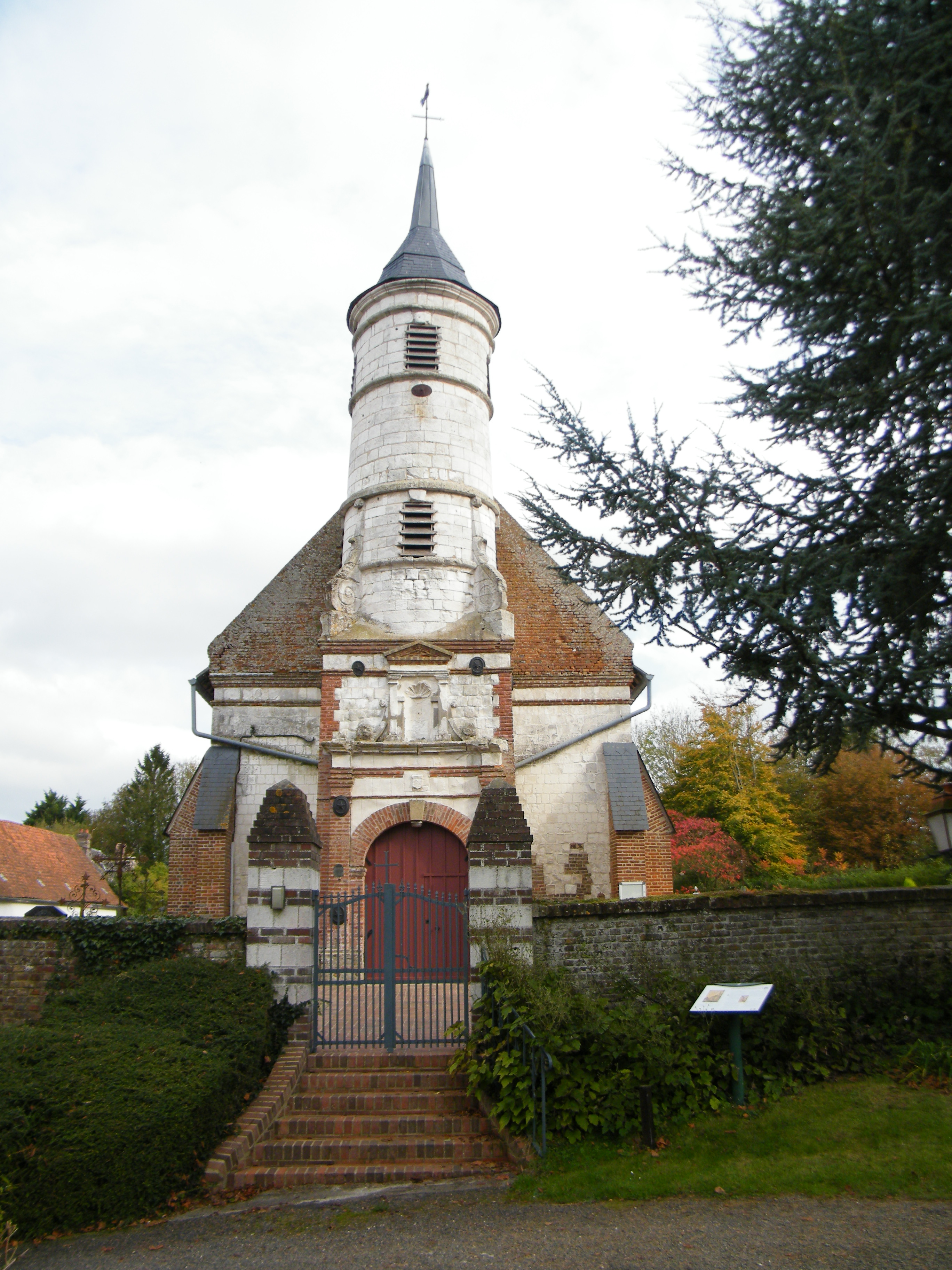

La piràmide de població per edats i sexe el 2009 era:
| Homes | Edats   | Dones |
| ----- | ------- | ----- |
| 0     | 95 o +  | 0     |
| 0     | 90 a 94 | 4     |
| 0     | 85 a 89 | 0     |
| 4     | 80 a 84 | 0     |
| 0     | 75 a 79 | 0     |
| 8     | 70 a 74 | 16    |
| 12    | 65 a 69 | 4     |
| 12    | 60 a 64 | 8     |
| 0     | 55 a 59 | 8     |
| 16    | 50 a 54 | 12    |
| 12    | 45 a 49 | 8     |
| 12    | 40 a 44 | 20    |
| 8     | 35 a 39 | 8     |
| 20    | 30 a 34 | 20    |
| 4     | 25 a 29 | 4     |
| 4     | 20 a 24 | 8     |
| 20    | 15 a 19 | 0     |
| 24    | 10 a 14 | 12    |
| 4     | 5 a 9   | 12    |
| 4     | 0 a 4   | 4     |

## Economia

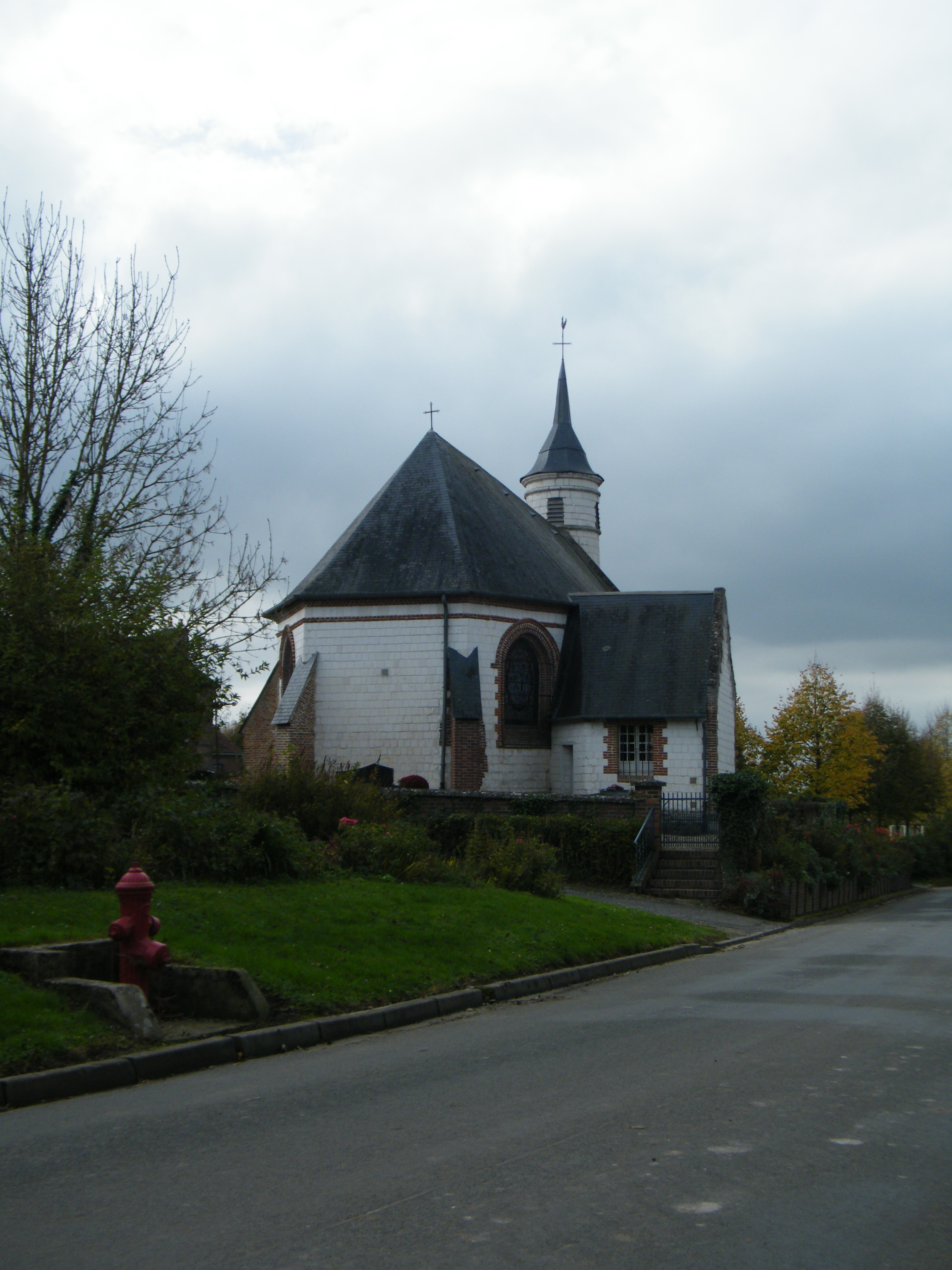

El 2007 la població en edat de treballar era de 239 persones, 157 eren actives i 82 eren inactives. De les 157 persones actives 151 estaven ocupades (81 homes i 70 dones) i 7 estaven aturades (1 home i 6 dones). De les 82 persones inactives 34 estaven jubilades, 30 estaven estudiant i 18 estaven classificades com a «altres inactius».

### Ingressos

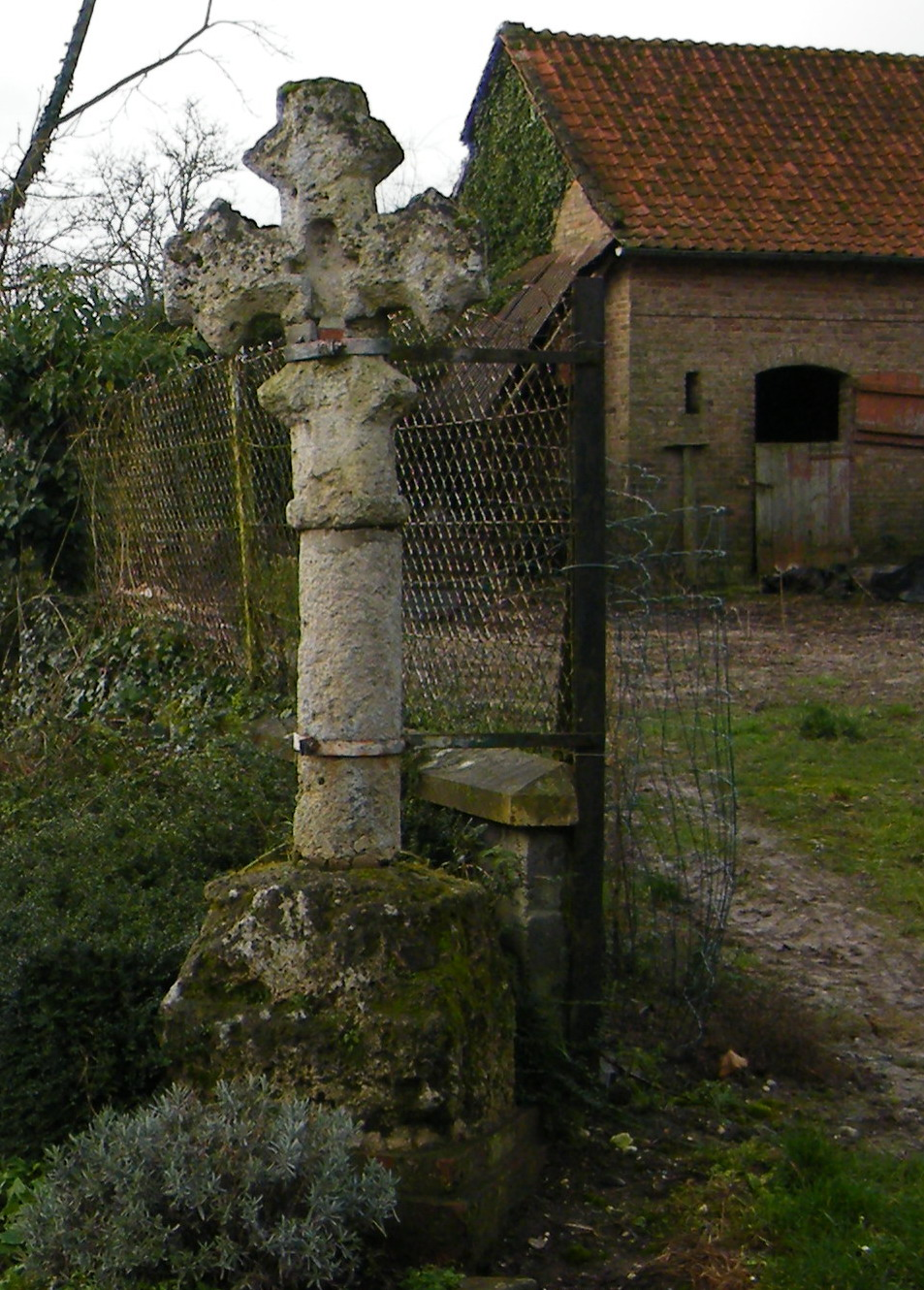

El 2009 a Millencourt-en-Ponthieu hi havia 134 unitats fiscals que integraven 366,5 persones, la mediana anual d'ingressos fiscals per persona era de 17.681 €.

### Activitats econòmiques
Els 2 establiments que hi havia el 2007 eren d'empreses de construcció.
Dels 2 establiments de servei als particulars que hi havia el 2009, 1 era un guixaire pintor i 1 fusteria.
L'any 2000 a Millencourt-en-Ponthieu hi havia 9 explotacions agrícoles.

## Equipaments sanitaris i escolars
El 2009 hi havia una escola elemental.

## Poblacions més properes

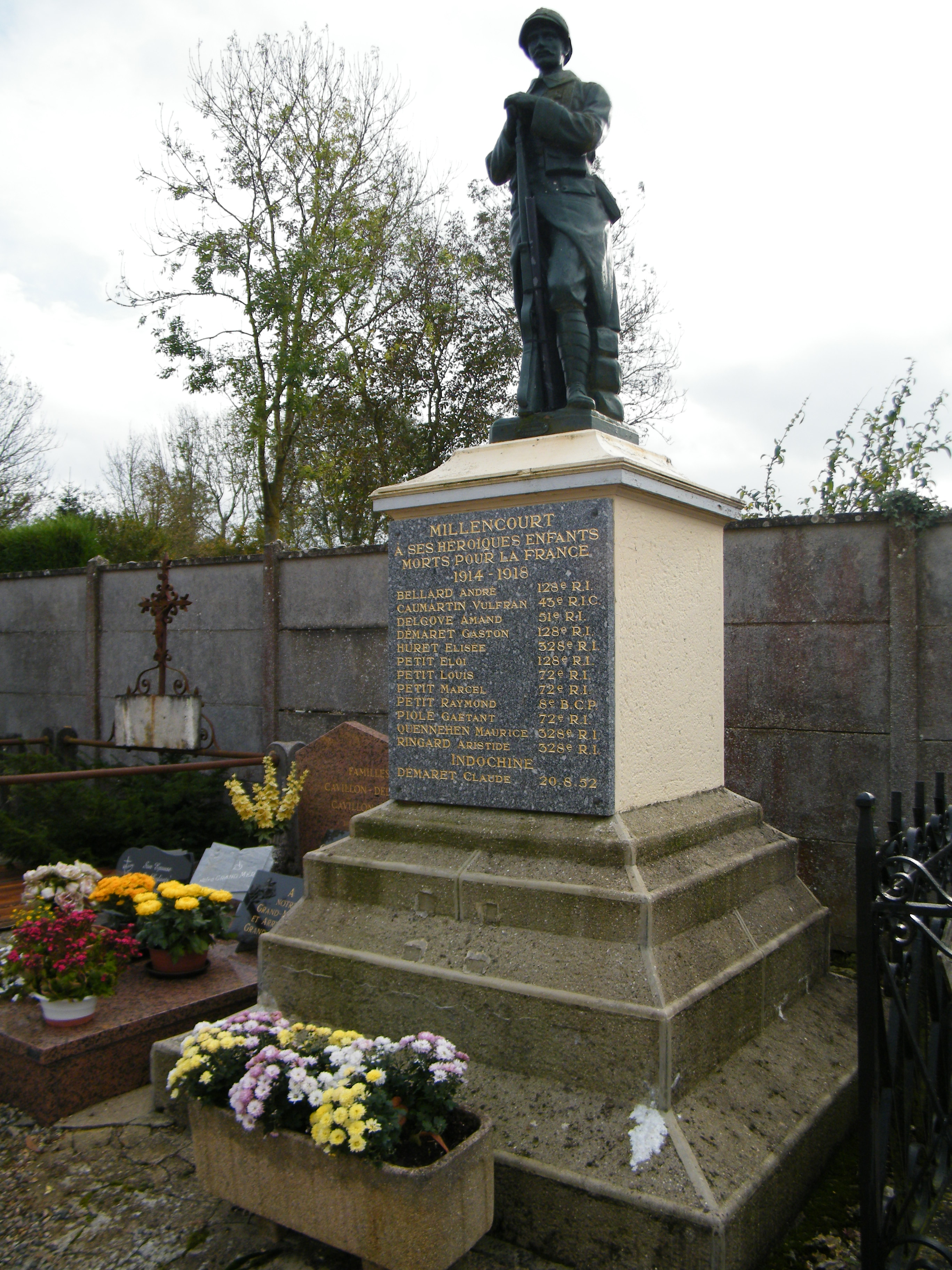

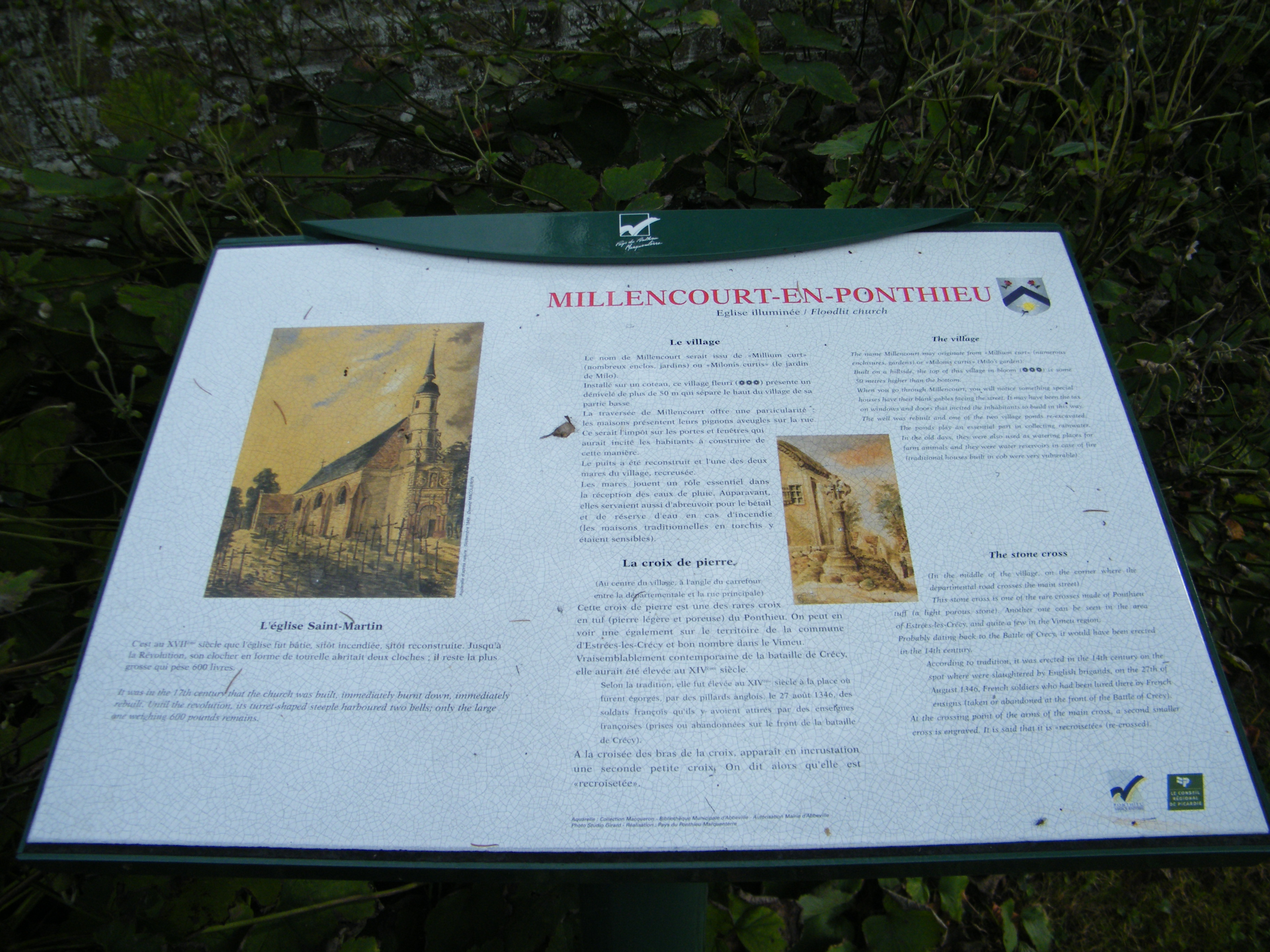

El següent diagrama mostra les poblacions més properes.